# Interwencja uboczna
Interwencja uboczna – instytucja polskiego  postępowania cywilnego, obejmująca zgłoszenie i przystąpienie po jednej  ze stron do toczącego się procesu cywilnego osoby trzeciej, która ma interes prawny w tym, aby rozstrzygnięcie nastąpiło na korzyść strony, do której przystąpił. Osobę taką określa się mianem interwenienta ubocznego. Może nim być np. poręczyciel, przystępujący po stronie pozwanego dłużnika.  
Interwencję uboczną regulują przepisy art. 76-83 Kodeksu postępowania cywilnego.
Terminem prekluzyjnym dla interwencji ubocznej jest zamknięcie rozprawy w drugiej instancji. Zgłoszenie powinno być dokonane w formie pisma procesowego, zawierającego wskazanie interesu prawnego interwenienta, istnienie tego interesu jest warunkiem dopuszczalności interwencji ubocznej. Pismo musi określać, do której strony interwenient przystępuje.
W odpowiedzi na zgłoszenie interwencji ubocznej, każda ze stron procesu, a więc zarówno powód, jak i pozwany może zgłosić opozycję przeciwko przystąpieniu interwenienta ubocznego. Opozycja może zostać zgłoszona w ciągu 2 tygodni od doręczenia pisma interwenienta stronom, jednakże nie później niż do czasu rozpoczęcia najbliższego posiedzenia. W wyniku zgłoszenia opozycji, sąd postanawia o oddaleniu opozycji bądź o niedopuszczeniu interwencji ubocznej, co jest równoznaczne z uwzględnieniem opozycji, na oba te postanowienia przysługuje zażalenie.
Od chwili zgłoszenia interwencji ubocznej, interwenient uboczny jest uprawniony do wszelkich czynności procesowych dopuszczalnych według stanu sprawy, oznacza to, że na przykład, że jeśli przystąpienie nastąpiło po wdaniu się w spór co do istoty sprawy, interwenient nie będzie mógł zgłosić tych zarzutów, które należy zgłosić przed wdaniem się w spór co do istoty sprawy – np. zarzut zapisu na sąd polubowny. Zgłoszenie opozycji nie pozbawia interwenienta możliwości działania do czasu jej prawomocnego uwzględnienia, w razie jej uwzględnienia czynności interwenienta uważa się za niebyłe, co oznacza tyle, że sąd przy rozstrzyganiu sprawy nie weźmie pod uwagę zgłoszonych przez interwenienta wniosków dowodowych czy też zgłoszonych zarzutów.
Na podstawie przepisów regulujących tę instytucję można rozróżnić dwa rodzaje intwerwencji ubocznej:
1. interwencję samoistną – gdy z istoty spornego stosunku prawnego lub z przepisu ustawy wynika, że wyrok w sprawie ma odnieść bezpośredni skutek prawny w stosunku między interwenientem a przeciwnikiem strony, do której interwenient przystąpił, np. w wypadku gdy do procesu o wydanie rzeczy wspólnej wytoczonego przez jednego z małżonków przystąpi jako interwenient uboczny drugi z małżonków; w tym przypadku do stanowiska interwenienta stosuje się odpowiednio przepisy o współuczestnictwie jednolitym (nie może on więc np. być przesłuchiwany jako świadek);
2. interwencja zwykła (niesamoistna) – wyrok nie odniesie bezpośredniego skutku w stosunku pomiędzy interwenientem ubocznym a przeciwnikiem.

Interwenient uboczny samoistny może działać niezależnie od strony, do której przystąpił, nie może jednak dokonywać samodzielnie czynności materialno-dyspozytywnych, czyli nie może zawrzeć ugody, zrzec się roszczenia, uznać powództwa. 
Działania interwenienta zwykłego nie mogą stać w sprzeczności z działaniami strony, do której przystąpił, w związku z czym strona ta może odwołać czynność dokonaną przez interwenienta zwykłego. 
Pomiędzy interwenientem ubocznym a stroną, do której przystąpił, istnieje zawsze jakiś stosunek prawny, w razie przegrania procesu przez stronę, do której interwenient przystąpił, może ona mieć wobec interwenienta jakieś roszczenia. Zgodnie z art. 82 k.p.c. interwenient uboczny nie może w stosunku do strony, do której przystąpił, podnieść zarzutu, że sprawa została rozstrzygnięta błędnie albo że proces był prowadzony wadliwie (tzw. exceptio male gesti processus), chyba że interwenient uboczny wykaże, że stan sprawy w chwili przystąpienia uniemożliwił mu korzystanie ze środków obrony albo że strona umyślnie lub przez niedbalstwo nie skorzystała ze środków, które nie były interwenientowi znane. 
Interwenient uboczny może za zgodą obu stron, a więc zarówno tej, do której przystąpił, jak i przeciwnej, wstąpić do procesu na miejsce strony, do której przystąpił, jako następca procesowy.
Interwencję uboczną należy odróżniać od interwencji głównej.
 Zapoznaj się z zastrzeżeniami dotyczącymi pojęć prawnych w Wikipedii.